# Kultuk
Kultuk (in russo Култук?) è un insediamento di tipo urbano della Russia, situato nell'Oblast' di Irkutsk sulla riva sud occidentale del lago Bajkal.